# Голубков Микола Миколайович
Микола Миколайович Голубков (1920—1945) — старшина 1-ї статті Військово-Морського Флоту СРСР, учасник радянсько-японської війни, Герой Радянського Союзу (1945).

## Біографія
Микола Голубков народився 25 квітня 1920 року в селі Дмитрівка (нині — Белебеївський район Башкортостану), за іншими даними — с. Брхаршинок Сталінської обл., УРСР. Отримав середню освіту, працював у конторі «Заготзерно» на станції Абдуліно. У 1940 році Голубков призваний на службу у Військово-морський флот СРСР. Після Навчального загону був дальномірщиком, командиром відділення радистів 67-го окремого артилерійського дивізіону Амурської військової флотилії, потім командиром відділення комендорів-зенітників плавучої зенітної батареї «ППО-1232» тієї ж флотилії. Відзначився під час радянсько-японської війни.
9 серпня 1945 року в ході десанту в місто Фуюань відділення Голубкова зустріло потужний опір ворога, який засів в дзотах і міських будівлях. Голубков першим увірвався в дзот противника і закидав перебуваючих там гранатами, але і сам при цьому отримав смертельне поранення. Похований у Краснофлотському районі Хабаровська, біля пам'ятника морякам-амурцям, що загинули в Громадянській війні.
Указом Президії Верховної Ради СРСР від 14 вересня 1945 року старшина 1-ї статті Микола Голубков посмертно удостоєний високого звання Героя Радянського Союзу. Також був нагороджений орденами Леніна і Вітчизняної війни I ступеня. Навічно зарахований у списки екіпажу корабля.